# Bunkyo Aoki
Bunkyo Aoki (青木 文教, Aoki Bunkyō; Adogawa, 1886 - 1956) was een Japanse zenmonnik, militair adviseur in Tibet en hoogleraar.
Aoki vertrok in 1912 naar Tibet om het Tibetaans boeddhisme te bestuderen. Samen met de oorlogsveteraan uit de Russisch-Japanse Oorlog, Yasujiro Yajima, vertrok hij vanuit Kalimpong (Sikkim) naar Lhasa.
Aldaar werkte hij voor de Tibetaanse regering en vertaalde hij onder meer Japanse militaire handboeken. Verder stond hij aan de wieg van het ontwerp van de vlag van Tibet, die tot 1947 diende als oorlogsvlag van het Tibetaanse leger en daarna de nationale vlag werd.
In 1916 keerde hij terug en doceerde hij Tibetaans aan de universiteit van Tokio. Hij bracht verschillende werken voort over de Tibetaanse cultuur en taal. Hij liet een verzameling van documenten na aan de Ryukoku-Universiteit, waaronder zijn correspondentie met de dertiende dalai lama.